# Μ10HIsp
μ10HIspは宇宙航空研究開発機構宇宙科学研究所が開発しているイオンエンジンである。

## 概要
μ10をもとに加速電圧を約10倍にすることで、大幅に高比推力化した。

## 仕様
- タイプ：イオンエンジン/無電極プラズマ推進器（英語版）
- 推進剤：キセノン
- 推力：約 30 mN
- 比推力：〜 10,000 s 可変
- イオンビーム口径：100 mm
- ビーム加速電圧：15 kV

## 採用宇宙機
- 中型ソーラー電力セイル探査機 - 木星圏とトロヤ群小惑星の探査を目的とする。主推進器として搭載予定。